# Bathythrix collaris
Bathythrix collaris là một loài tò vò trong họ Ichneumonidae.